# Adele Moroder

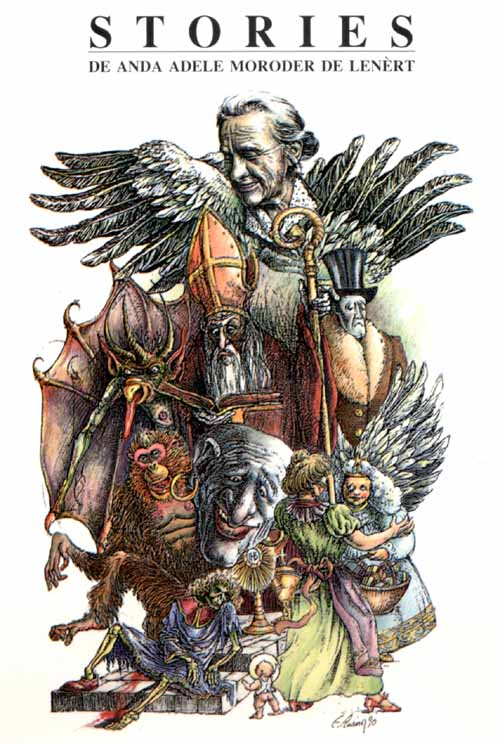
Erzählungen Adele Moroders mit Illustrationen ihres Enkels Egon Moroder Rusina

Adele Moroder (de) Lenèrt (* 17. Dezember 1887 in St. Ulrich in Gröden; † 11. Februar 1966 in St. Ulrich) war eine ladinische Schriftstellerin und volkstümliche Erzählerin.

## Biographie
Adele Moroder, die Tochter des Bildhauers und Unternehmers Franz Moroder, war seit dem 9. Oktober 1911 verheiratet mit dem entfernt verwandten Bildhauer Ludwig Moroder. Ihr gemeinsamer Sohn Alex Moroder (1923–2006) machte sich für den Erhalt von ladinischer Sprache und Brauchtum stark.
Adele Moroder veröffentlichte alte Überlieferungen und Erzählungen in ladinischer Sprache in der Zeitschrift Nos Ladins und im Grödner Hauskalender Calender de Gherdeina. Sie hinterließ rund 70 volkstümliche Erzählungen, die sie auch in der Rai Ladinia in ladinischer Sprache vortrug.

## Bibliographie
- Calender de Gherdeina. Union di Ladins de Gherdeina St. Ulrich. Jahrgang 1959, S. 68; 1962, S. 42: 1963, S. 37, 53, 62; 1964, S. 2–26, 54; 1965, S. 81; 1966, S. 41, 97, 98 (Ladinisch).
- Stories de Anda Adele Moroder de Lenèrt. Mit 7 Illustrationen von Egon Moroder Rusina. Herausgeber: Union di Ladins de Gherdeina. St. Ulrich 1990 (Ladinisch).